# 箕作元八

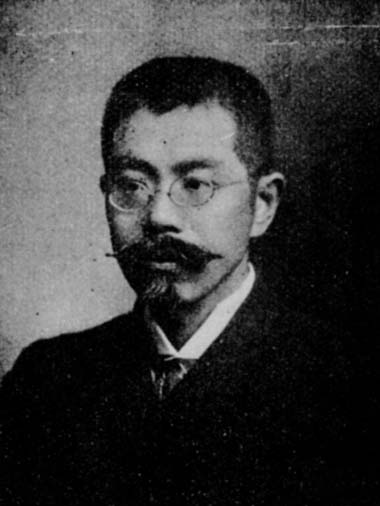
箕作元八

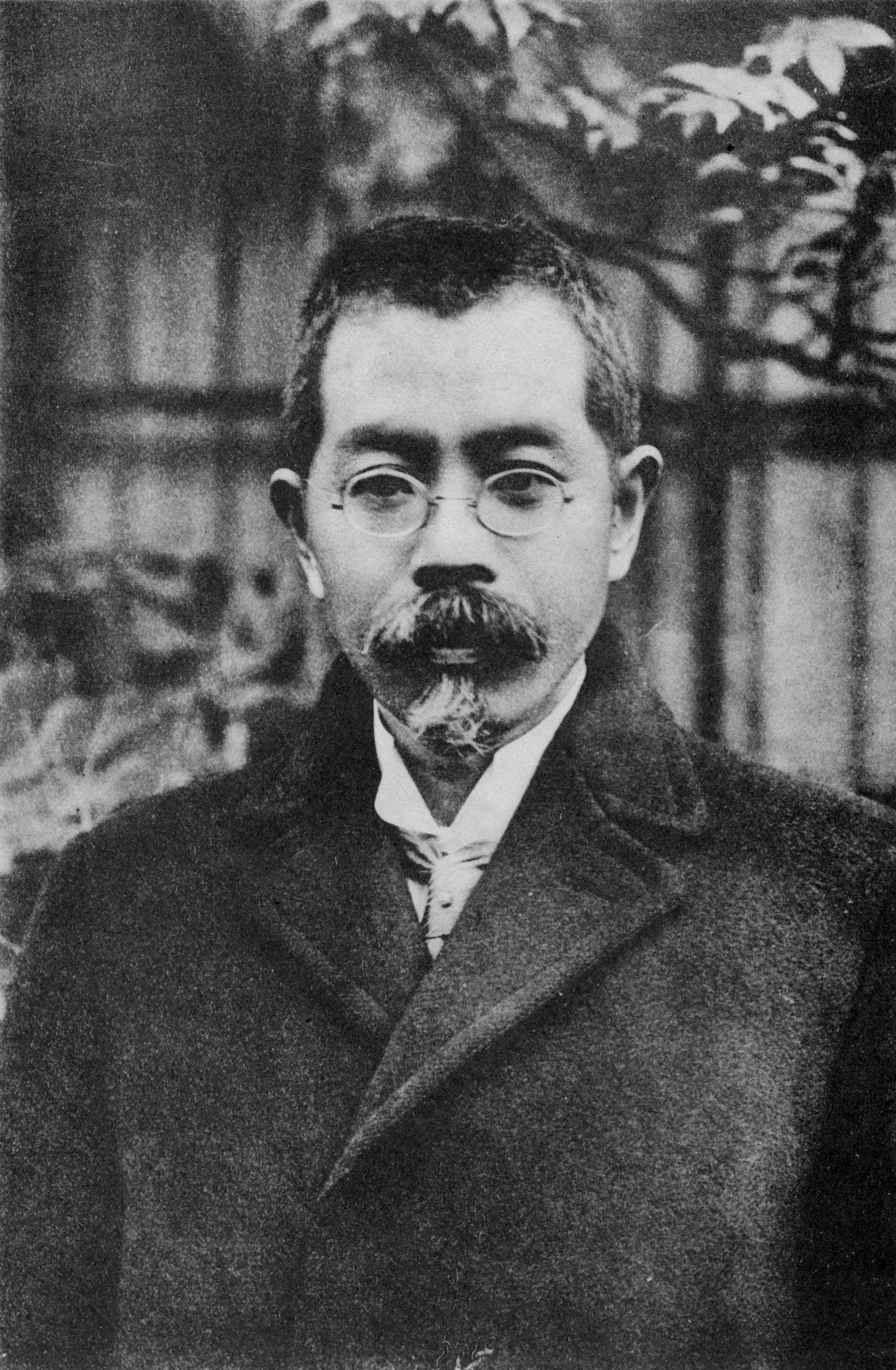
箕作元八

箕作 元八（みつくり げんぱち、文久2年5月29日〈1862年6月26日〉 - 大正8年〈1919年〉8月9日）は、日本の西洋史学者。文学博士、テュービンゲン大学哲学博士。岡山県士族。

## 略歴
1862年（文久2年）、湯島中坂下（現・東京都文京区）にあった祖父・箕作阮甫の家で生まれた。父・秋坪が開設した私塾・三叉学舎で学び、14歳で東京英語学校に入学。1885年（明治18年）、東京大学理学部動物学科を卒業。動物学研究のためドイツ・フライブルク大学に留学するも、近眼のため顕微鏡の使用に困難を感じ、西洋史学の研究に転向した。
ハイデルベルク大学・テュービンゲン大学などでトライチュケやランケの指導を受け、1891年（明治24年）テュービンゲン大学で哲学博士ドクトル、デル、フイロソヒー、マキスデルアルチユームを取得。
1892年（明治25年）に帰国。高等師範学校教授となり、1893年（明治26年）には第一高等中学校教授となる。更に1900年（明治33年）から翌年にかけてフランスなどに留学し、政治史やフランス革命の研究にあたる。帰国後の1902年（明治35年）、東京帝国大学教授となり近代フランス史を講義、『西洋史講話』や『仏蘭西大革命史』、『ナポレオン時代史』などを著した。
1919年（大正8年）、脳溢血のため58歳で急死した。

## 昭和天皇への影響
昭和天皇は皇太子時代に箕作の西洋史書を愛読し、「自分の人生と知的発達に最も影響を与えたのは、ドイツに留学し、後に日本における西洋史の権威となった日本人教授、箕作元八である」とニューヨークタイムズの1972年3月8日付インタビュー記事の中で述べている。
1967年の岡山県行幸の際には加藤武徳岡山県知事に「箕作の家は今どうなっているか」と尋ねた。

## 栄典
- 1919年（大正8年）8月10日 - 従三位[3]
- 1919年（大正8年）8月10日 - 勲二等瑞宝章[4]

## 系譜
箕作秋坪の四男で、母つねは箕作阮甫の三女。数学者の菊池大麓及び動物学者の箕作佳吉は元八の兄にあたる。異母妹の直子は人類学者の坪井正五郎に嫁いだ。法学者の箕作麟祥と統計学者の呉文聰は従兄、医学者の呉秀三は従弟。
妻・みつは進十六の三女。小出粲の弟子。
子は3男3女をもうけ、長男・秋吉は理学博士号を持つ化学者であると同時に作曲家としても活動し、次男・箕作豊三は夭折、三男・箕作洋輔は工業技術家として知られた。また長女・綾子は医学者で眼科の権威・甲野謙三（甲野勇の兄、乙骨太郎乙の養孫）に、次女・縫子は矢野矢に、三女・歌子は堀田嘉幸に嫁いだ。みつの姪・龍は外交官・政治家の松岡洋右に嫁いだ。
吉阪隆正（佳吉の孫で建築家）の妻・富久子は甲野謙三・綾子夫妻の娘である。

## 著書
- 『西洋史綱』峯岸米造共著、六盟館、1899年、NCID BN08489533
- 『西洋史綱要解』六盟館、1899年、NCID BN08489205
- 『西洋史参照図画』峰岸米造共著、六盟館、1899年、NCID BA51694352
- 『西洋略史』峰岸米造共著、六盟館、1902年、NCID BA87247276
- 『歴史叢話』木村定次郎編、博文館、1907年、NCID BN1305658X
- 『西洋史講話』開成館、1910年、NCID BN0848887X
- 『西洋史教本』開成館、1911年、全国書誌番号:40015241
- 『西洋史新話』第1-9冊 博文館、1911-18年 NCID BN02840380
  - 第1冊「ギリシアの撥乱」（1911年）、第2冊「テーベ乃勃興」（1911年）、第3冊「國士の經綸」（1912年）、第4冊「偉傑の雄飛」（1913年）、第5冊「偉國民の奮闘」（1913年）、第6冊「武士道の華」（1914年）、第7冊「オルレヤンの乙女」（1915年）、第8冊「北方の流星王」（1915年）、第9冊「ペートル大帝」（1918年）
- 『南亭史説集』目黒書店、1914年、NCID BN04871250
- 『西洋史話』東亜堂書房、1915年、NCID BN0480030X
- 『史眼に映ずる世界大戦』博文館、1918年、NCID BN15851641
- 『一九一四年=一九一九年世界大戦史』冨山房、前篇・後篇、1919年、全国書誌番号:43021475
- 『フランス大革命史』冨山房、前篇・後篇、1919-20年、NCID BN08731537
  - のち講談社〈講談社学術文庫〉、1-4巻、1977年6月、NCID BN06016698
- 『第十八世紀仏蘭西文化史・社会主義運動史』冨山房、1922年、NCID BN05140567
- 『西洋海事史』冨山房、1923年、NCID BN12690987
- 『ナポレオン時代史』冨山房、1923年、NCID BN09751187
- 『箕作元八・滞欧「箙梅日記」』井手文子、柴田三千雄編・解説、東京大学出版会、1984年、ISBN 978-4-13-023032-2

## 親族
- 岳父：進十六（長州藩士、司法官）[10]